# タヴィストック
タヴィストック (Tavistock) は、イングランドのデヴォンにあるタウン。
フランシス・ドレークの出身地として知られている。

## 出身人物
- フランシス・ドレーク - 海賊

## 姉妹都市
- フランス ポンティヴィ
- ドイツ ツェレ